# A.J. Moore
Alvin James Moore Jr. (Bassfield, 15 dicembre 1995) è un giocatore di football americano statunitense che milita nel ruolo di safety per i Tennessee Titans della National Football League (NFL).

## Caratteristiche tecniche
Impiegato molto frequentemente negli special team nel corso della sua carriera sportiva, Moore si distingue per un buon rendimento anche nella difesa a zona.

## Carriera universitaria
Ai tempi del liceo, trascorsi presso la Bassfield High School, ha modo di giocare sia come safety, sia come running back. Frequenta l'università del Mississippi, militando per gli Ole Miss Rebels: impiegato quasi sempre come defensive back di riserva o come membro degli special team, nel 2016 gioca anche come nickelback.

## Carriera professionistica
Il 30 aprile 2018 viene ingaggiato come undrafted free agent dai New England Patriots, venendo tuttavia decurtato dalla rosa finale il 31 agosto successivo. Quindi, il 2 settembre 2018 si accasa agli Houston Texans, trovando il debutto tra i professionisti già sette giorni più tardi, nella gara di week 1 vinta proprio contro i Patriots. Impiegato quasi esclusivamente nello special team, a partire dal 2019 è schierato in campo anche in occasione di snap difensivi. Per il 2020 figura tra i capitani dei Texans. Il 6 dicembre 2020 realizza il suo primo sack in carriera, contro gli Indianapolis Colts. È riconfermato per il 2021 tramite accordo annuale.
Rimasto free agent, il 23 marzo 2022 sigla un accordo annuale con i Tennessee Titans.